# Cantón de San Pablo (Costa Rica)
San Pablo es el cantón número 9 de la provincia de Heredia, Costa Rica. 
Es el penúltimo cantón en extensión del país (luego de Flores) y logró su cantonato gracias al cultivo del café, que le permitió entradas económicas grandes a los pocos pobladores que vivían en el lugar en el siglo XIX.

## Historia
Los primitivos habitantes de lo que hoy constituye el cantón de San Pablo, fueron los aborígenes denominados huetares; territorio que en la época de la Conquista formaba parte del reino huetar de Occidente, cuyo cacique era Garabito. Prueba de ello son los numerosos restos arqueológicos encontrados en La Quintana, lo cual hace suponer que ese sector estuvo bastante poblado en el período precolombino, debido a las condiciones favorables del relieve.
Los primeros colonos españoles que llegaron a la región, se establecieron a lo largo de las márgenes del río Bermúdez, conformando una población dispersa, que desarrollaron labores agropecuarias, basada en el cultivo del trigo, caña de azúcar, maíz, frijoles, etc., así como en la actividad ganadera
Desde el año de 1782, lo que actualmente corresponde a San Pablo, comenzó a citarse en los Protocolos, primero con el nombre de Sabanilla de Villalobos; luego en 1803 se menciona solo Sabanilla, ya sin el apellido Villalobos, como un barrio de Heredia. La primera vez que apareció la denominación de San Pablo fue en 1819, en los Protocolos de Heredia, en el testamento de don Manuel Espinoza y su mujer doña María Chávez.
La Municipalidad de Heredia con el propósito de dar cumplimiento a lo dispuesto en el artículo doce de la ley n.º 36 de 7 de diciembre de 1848 se reunió extraordinariamente tres días después, para establecer los siete distritos parroquiales del cantón. Fue así como el barrio San Pablo constituyó el tercero. En la demarcación de los distritos parroquiales de la provincia de Heredia, publicada en la Gaceta Oficial, el 30 de diciembre de 1862, San Pablo junto con San Isidro, aparecen como tercero del cantón de Heredia.
Según documentos del Ayuntamiento de Heredia, en 1814 ya existía la escuela de primeras letras en el barrio Sabanilla, nombre originario de San Pablo. Pero en 1822, en el documento de don Luis Felipe González sobre el Desarrollo de la Instrucción Pública en Costa Rica, no se hace mención a que en San Pablo existiera escuela. Cuatro años después, aparece un informe indicando una escuela en el lugar. Conviene indicar que para el funcionamiento de estas escuelas, la Municipalidad de Heredia alquilaba y pagaba casas particulares. El terreno para la construcción del primer edificio escolar fue donado por doña Juana Brígida Ramírez Benavides; siendo los propulsores de esta edificación los señores Ezequiel González y Manuel González. En 1879 se estableció la primera escuela de niñas en San Pablo nombrándose a la señorita Amalia Pérez como maestra El primer edificio construido de adobes y con techo de teja, entre 1886 y 1887, con el temblor de 1924 quedó en mal estado, por lo que los vecinos iniciaron gestiones para edificar otro. La nueva escuela inició sus actividades docentes en 1928, en el segundo gobierno de don Ricardo Jiménez Oreamuno; centro educativo que durante mucho tiempo se llamó Escuela Mixta de San Pablo de Heredia; hoy lleva el nombre de José Ezequiel González en reconocimiento a una de las personas que lograron su constitución. El Liceo Mario Vindas Salazar., inició lecciones en 1972, en unas aulas de la citada escuela. El edificio del colegio, fue inaugurado en 1981, en la administración de don Rodrigo Carazo Odio; el 12 de octubre de 1984, cambió el nombre a Liceo de San Pablo
En 1863 se construyó la primera ermita en San Pablo, de adobes con techo de teja a dos aguas; que hoy constituye la antigua iglesia del lugar; la cual fue edificada en el sitio menos indicado, ya que las condiciones del relieve no permiten la formación de un adecuado cuadrante. Es posible que antes existiera un oratorio en alguna de las principales casas del poblado, ya que en 1850 se hace mención a un Mayordomo de este distrito. Los vecinos de San Pablo iniciaron en 1891 las gestiones para construir una iglesia más amplia que la original. Durante la administración eclesiástica de Monseñor don Bernardo Augusto Thiel Hoffman, segundo Obispo de Costa Rica en 1897 se erigió en coadjutoría o ayuda de parroquia de San Pablo, fijándosele como límites los mismos que tenía el distrito en lo eclesiástico; la cual actualmente es sufragánea de la arquidiócesis de San José de la provincia eclesiástica de Costa Rica. El terreno en que se edificó la nueva iglesia fue el que había escogido en 1898, don Rafael Iglesias Castro en ese momento Presidente de la República, para construir una plaza pública, cuya adquisición fue financiada por el Estado. La primera piedra del nuevo templo parroquial la colocó el 21 de abril de 1912, Monseñor don Juan Gaspar Stock Werth tercer Obispo de Costa Rica, obra que fue paralizada su construcción, en varias oportunidades.
El primer alumbrado público en el poblado fue de faroles colocados en 1913, el alumbrado eléctrico con bombillos se instaló gracias a las gestiones realizadas por el presbítero don Abel Castillo Vega, quien estuvo de cura de 1925 a 1930.
Mediante acuerdo Ejecutivo n.º 253 de 2 de octubre de 1916, en la administración de don Alfredo González Flores, se inauguró la oficina de telégrafos en San Pablo.
En el gobierno de don León Cortés Castro (1936-1940), se construyó una carretera de macadán entre San Pablo y la ciudad de Heredia.
En el ejercicio constitucional de la Presidencia de la República, don Abelardo Bonilla Baldares, en la administración de don Mario Echandi Jiménez, el 18 de julio de 1961, en ley n.º 2789 se le otorgó el título de Villa a la población de San Pablo, cabecera del cantón creado en esa oportunidad. Tiempo después, en ley n.º 4574 de 4 de mayo de 1970, se promulgó el Código municipal, que en su artículo tercero, le confirió a la villa la categoría de ciudad, por ser cabecera de cantón.
El 1 de julio de 1962 se llevó a cabo la primera sesión del Concejo de San Pablo, integrado por los regidores propietarios, señores Edwin León Villalobos, presidente, Gonzalo León Gómez, vicepresidente, y Francisco Badilla González. El secretario municipal fue don Julio Cordero Rojas posteriormente se nombró a don Gonzalo León Gómez, pasando a ocupar el cargo de regidor propietario el señor Neftalí Villalobos Gutiérrez.
El origen del nombre del cantón según versión de don Marco Tulio Campos, en su documento Apuntes para la historia de mi pueblo, publicado en 1930, se debe a que las denominaciones de algunos cantones y distritos de Heredia, se asignaron en forma simultánea en 1818, mediante una rifa organizada por las autoridades tanto eclesiásticas como civiles y militares de la época, quienes previamente prepararon una lista de nombres de santos, y a la suerte los adjudicaron, entregando el cura una estampa al representante de cada distrito, con la imagen de su santo patrono. El nombre original del cantón San Pablo fue Sabanilla de Villalobos que desde 1782 se cita en los Protocolos, no fue sino a partir de septiembre de 1819 que se menciona con la denominación actual.
Lo que fuera "la Sabanilla de los Villalobos" se convirtió en el cantón número nueve de la provincia de Heredia el 18 de julio de 1961, cambiando de nombre a San Pablo, con un distrito único y designándose como cabecera a la población del mismo nombre.
El origen de su nombre se da mediante una rifa realizada por diferentes autoridades de la época.
San Pablo era uno de los dos últimos cantones en constituir un distrito único en Costa Rica (el otro es Parrita), hasta que el 30 de julio de 2007, en sesión N.º 3107 del Concejo municipal de la Municipalidad de San Pablo de Heredia, se acordó aprobar la creación de distrito Rincón de Sabanilla, como el número 2 de este cantón, el cual tiene como cabecera con categoría de Villa a Miraflores.

## Generalidades

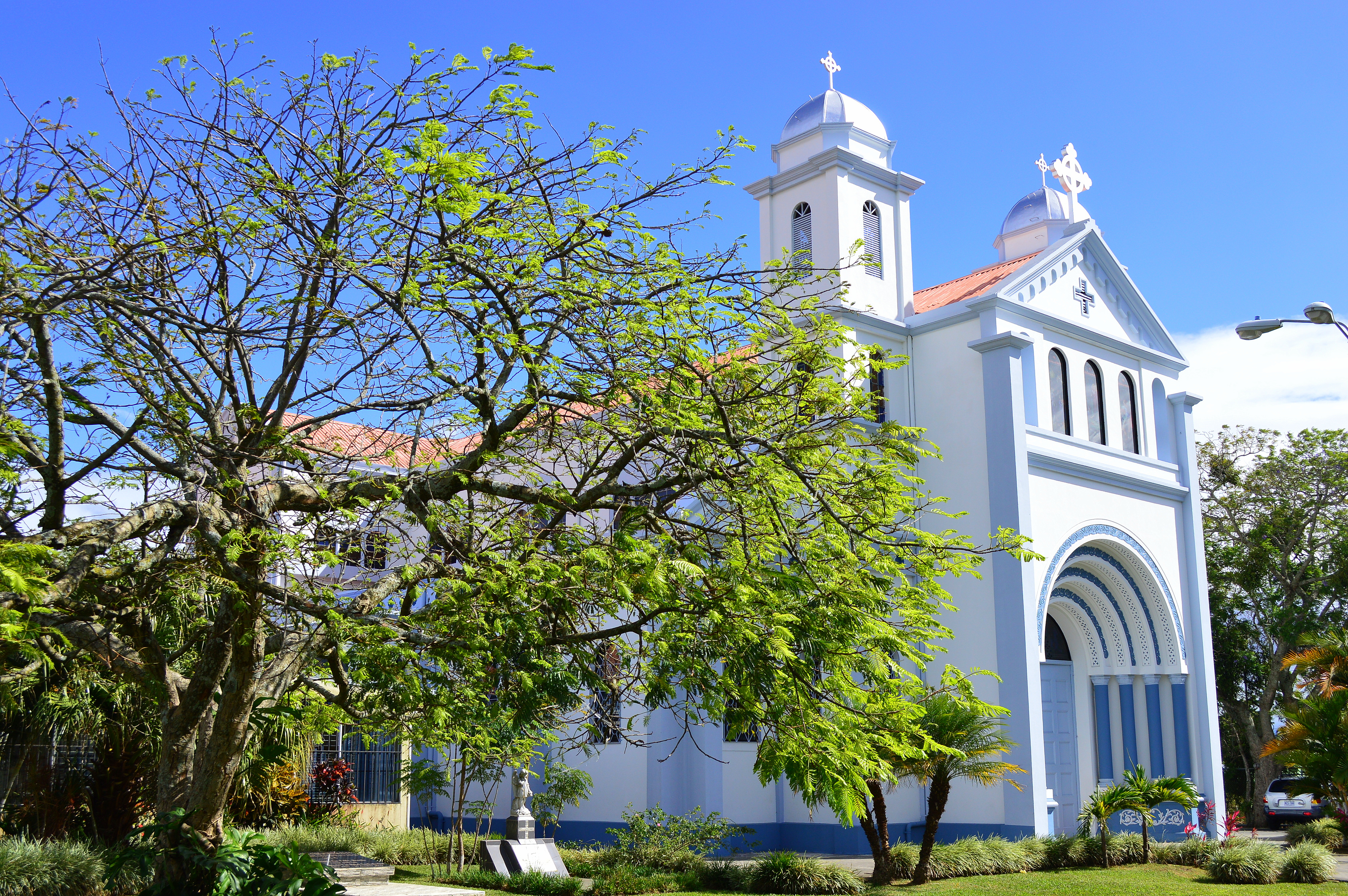
Templo de San Pablo de Heredia

San Pablo es el cantón noveno de la provincia de Heredia y el penúltimo en haber sido creado. Cuenta con una extensión territorial de 7,53 km² convirtiéndolo en el segundo cantón más pequeño de la provincia de Heredia y de todo el territorio costarricense (superando únicamente al cantón de Flores). Limita al norte con el cantón de San Rafael, al noreste con San Isidro, al oeste con el Cantón de Heredia y al sureste con el cantón de Santo Domingo. San Pablo se encuentra dividido en dos distritos: San Pablo y Rincón de Sabanilla.
El cantón se encuentra irrigado por los ríos Bermúdez, Pirro, Quebrada Gertrudis y la Quebrada Seca. Los principales productos del cantón son el café y la ganadería, aunque con el pasar de los años la mayoría han ido cediendo espacio al auge residencial y comercial.
La gran cantidad de restos arqueológicos encontrados en este cantón es prueba de que este territorio fue habitado por los indígenas del reino Huetar de Occidente. Desde el año de 1782, lo que actualmente corresponde a San Pablo, comenzó a citarse en los Protocolos, primero con el nombre de Sabanilla de Villalobos; luego en 1803 se menciona solo Sabanilla, ya sin el apellido Villalobos, como un barrio de Heredia. La primera vez que apareció la denominación de San Pablo fue en 1819, en los Protocolos de Heredia, en el testamento de don Manuel Espinoza y su mujer doña María Chávez.

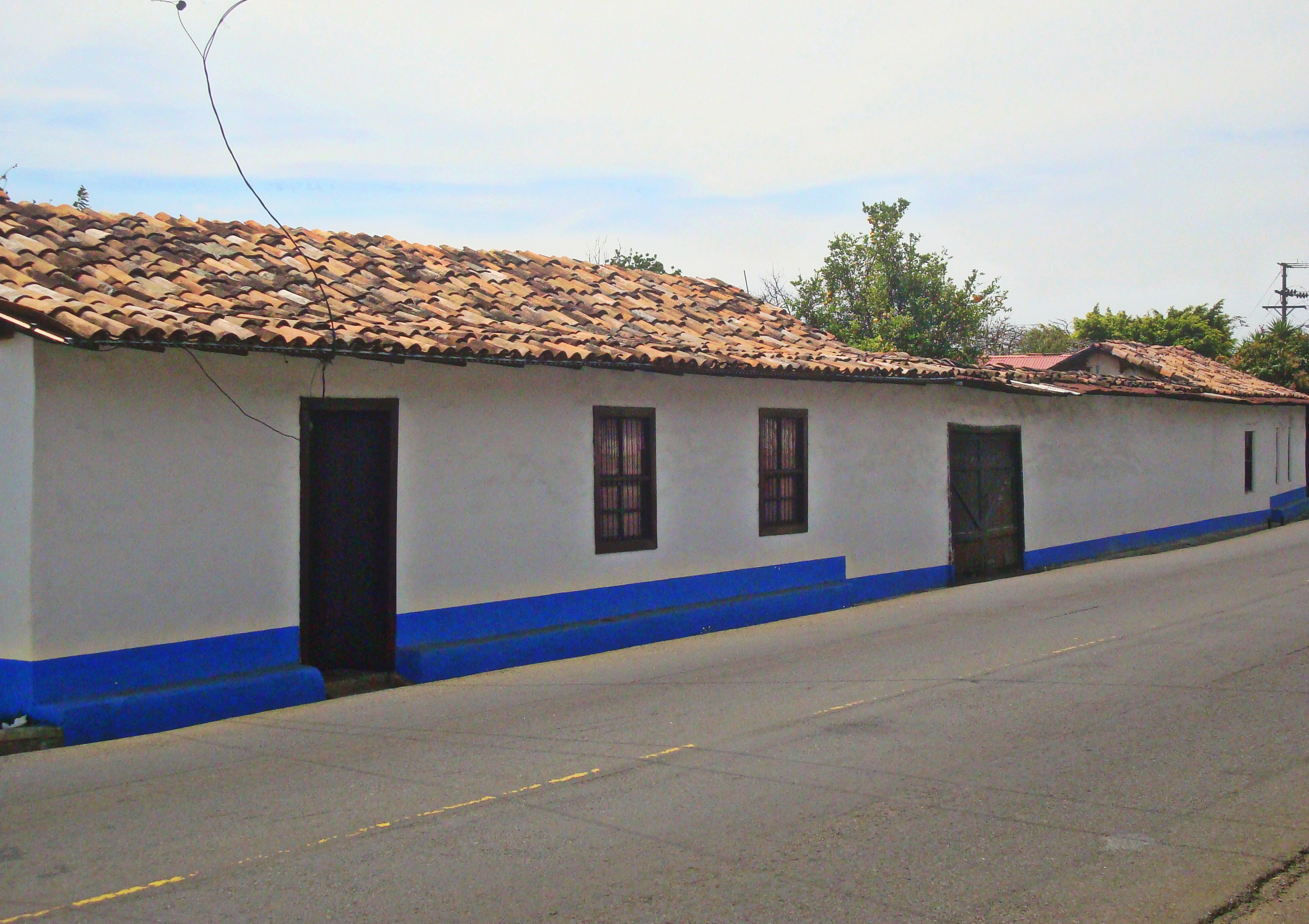
Casa de adobe en San Pablo de Heredia

En 1863 se construyó la primera ermita en San Pablo, de adobes con techo de teja a dos aguas; que hoy constituye la antigua iglesia del lugar; la cual fue edificada en el sitio menos indicado, ya que las condiciones del relieve no permiten la formación de un adecuado cuadrante. Los vecinos de San Pablo iniciaron en 1891 las gestiones para construir una iglesia más amplia que la original. El terreno en que se edificó la nueva iglesia fue el que había escogido en 1898, don Rafael Iglesias Castro en ese momento Presidente de la República, para construir una plaza pública, cuya adquisición fue financiada por el Estado. La primera piedra del nuevo templo parroquial la colocó el 21 de abril de 1912, Monseñor don Juan Gaspar Stock Werth tercer Obispo de Costa Rica, obra que fue paralizada su construcción, en varias oportunidades. En el ejercicio constitucional de la Presidencia de la República, don Abelardo Bonilla Baldares, en la administración de don Mario Echandi Jiménez, el 18 de julio de 1961, en ley n.º 2789 se le otorgó el título de Villa a la población de San Pablo, cabecera del cantón creado en esa oportunidad. Tiempo después, en ley n.º 4574 de 4 de mayo de 1970, se promulgó el Código municipal, que en su artículo tercero, le confirió a la villa la categoría de ciudad, por ser cabecera de cantón.

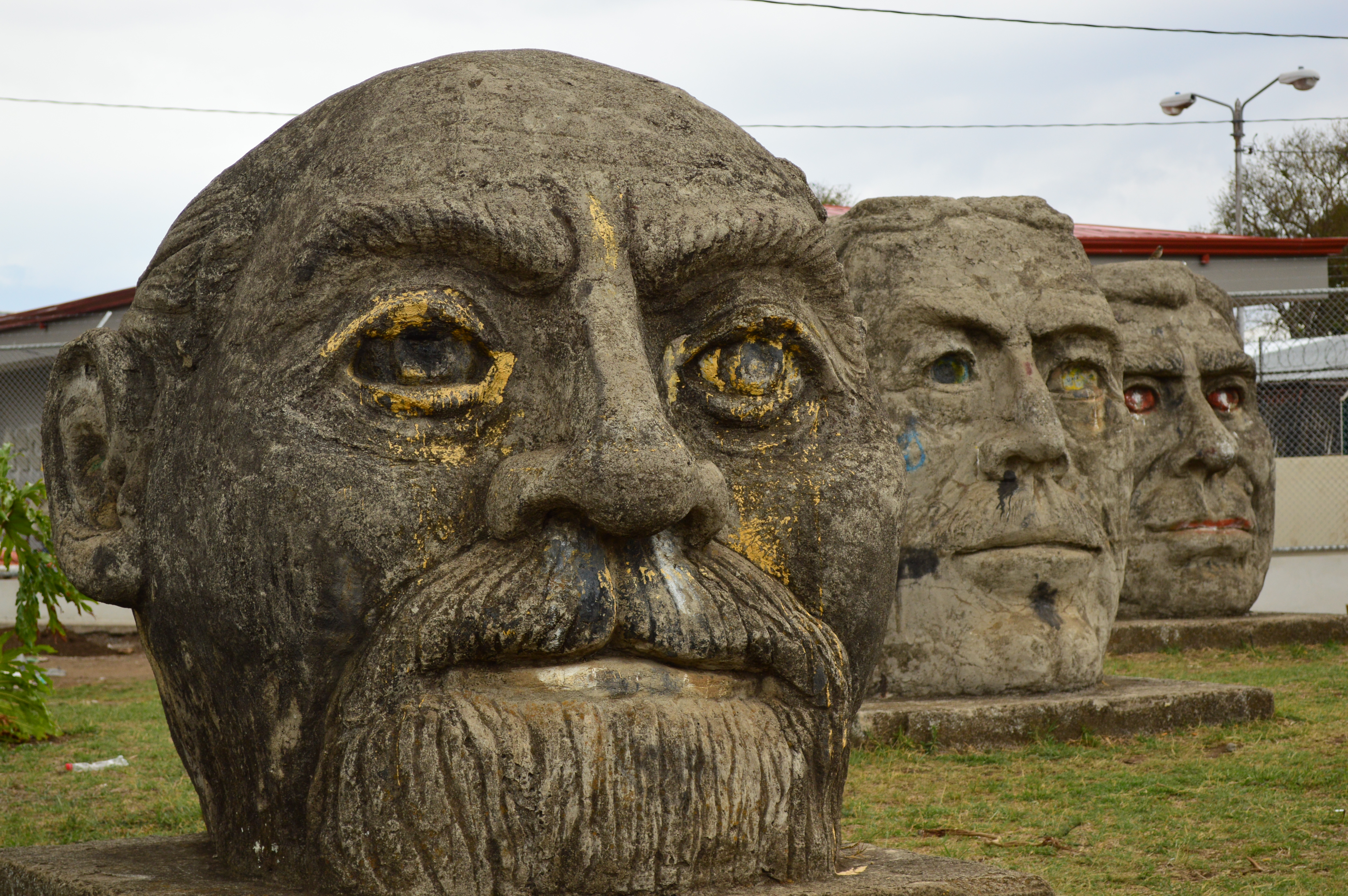
Esculturas de los expresidentes de Costa Rica originarios de Heredia en San Pablo de Heredia

Por San Pablo cruzan dos de las principales rutas que conectan a la Ciudad de Heredia con San José, la primera es la Ruta 3 que bordea los límites del cantón que llega a La Valencia y conecta con La Uruca, y la segunda es la Ruta 5 que atraviesa el cantón que a su vez conecta con Santo Domingo y este con Tibás en la provincia de San José. Las principales comunidades del cantón son San Pablo, La Puebla, Miraflores y Las Cruces. Por muchos años se encontró en el cantón la fábrica de la multinacional de electrodomésticos Mabe y además, se encuentra una sede de la Universidad Latina de Costa Rica y la Universidad Politécnica Internacional.
La extensión geográfica del cantón de San Pablo es de 7.53 km², distribuida en 5.14 km² para el distrito primero y 2.39 km² para el segundo distrito. Esto da como resultado una densidad de población de 3.460.3 habitantes por km², para el distrito primero y de 3.455.65 km² para el distrito de Rincón de Sabanilla.
San Pablo es un cantón dormitorio mayoritariamente residencial, por lo que su principal actividad económica es la servicios a pequeña escala (bazares, pulperías, abastecedores, bares, restaurantes). A diferencia de la gran mayoría de los cantones, San Pablo no cuenta con una clara estructura en cuadrícula.

El día 3 de diciembre del año 2008, fue publicado en la Gaceta 234 la creación del nuevo distrito administrativo del cantón, cuyo nombre es “Rincón de Sabanilla” el cual tendrá como cabecera la Villa de Miraflores, contando con los poblados de Corobicí, Estrella, Rincón de Ricardo y Santa Fe, todos segregados del distrito único, San Pablo.

## División administrativa
El cantón de San Pablo está dividido en dos distritos:
- San Pablo
- Rincón de Sabanilla

### Cartografía.
- Hojas del mapa básico, 1:50.000 (IGNCR): Abra, Barva.
- Hojas del mapa básico, 1:10.000 (IGNCR): Burío, Cubujuquí, La Hoja, Turales, Uriche.

## Geografía
Cantón de San Pablo cuenta con un área de 8,34 km² y una altitud media de 1200 m s. n. m.

### Geología
El cantón de San Pablo, está constituido geológicamente por materiales de origen Volcánico, tales como lavas, tobas y piroclástos, de la época del Holoceno en el período del Cuaternario.

### Geomorfología
El cantón de San Pablo forma parte de la unidad geomórfica de Origen Volcánico, representada por el Relleno Volcánico del Valle Central, que corresponde a un relieve plano ondulado.

### Hidrografía
El sistema fluvial del cantón de San Pablo corresponde a la Vertiente del Pacífico, el cual pertenece a la cuenca del Río Grande de Tárcoles.

## Demografía
Para el año 2022, Cantón de San Pablo cuenta con una población estimada de 29 860 habitantes, y para el último censo efectuado, en 2011, Cantón de San Pablo contaba con una población de 27 671 habitantes.
De acuerdo al censo nacional del 2011, la población del cantón era de 27 671 habitantes, de los cuales, el 7,6 % nació en el extranjero. El mismo censo destaca que había 8006 viviendas ocupadas, de las cuales, el 82,3 % se encontraba en buen estado y había problemas de hacinamiento en el 2,6% de las viviendas. El 100% de sus habitantes vivían en áreas urbanas.
Entre otros datos, el nivel de alfabetismo del cantón es del 99,1%, con una escolaridad promedio de 11,2 años.
El mismo censo detalla que la población económicamente activa se distribuye de la siguiente manera:
- Sector Primario: 1,3%
- Sector Secundario: 17,7%
- Sector Terciario: 81,0%

## Deportes
- Club La Puebla (en la década de los 70 y 80, Deportivo Vélez), fue uno de los primeros clubes de fútbol por la provincia de Heredia fundado en 1921.
- Asociación Deportiva Municipal San Pablo, actualmente en la primera división de LINAFA .
- Deportivo San Pablo F.C, fundado en 1979 y actualmente desaparecido del fútbol de Costa Rica.  Campeonatos por CONAFA y ANAFA
- La selección juvenil de San Pablo, fue Medalla de Oro en los Juegos Deportivos Nacionales de la provincia de San José en el 2007.
- Asociación Deportiva de Taekwondo Jul Gup. Disciplina que se adscribe al Comité de Deportes y Recreación de San Pablo en el año 2011, y participa por primera vez en Juegos Deportivos Nacionales en el año 2014, logrando la primera medalla en la historia del cantón en esta disciplina en el año 2016, en el año 2017 se logra una segunda medalla de bronce en Juegos Deportivos Nacionales y en año 2019 se logró 3 medallas de bronce, actualmente la Asociación Deportiva de Taekwondo Jul Gup es acreedora de varios Campeonatos Nacionales de Poomsae (Formas) y Kyorugui (combate), que organiza la Federación Costarricense de Taekwondo.